# Giuseppe Sacripante
Giuseppe Sacripanti (ur. 19 marca 1642 albo 1643 w Narni, zm. 4 września 1727 w Rzymie) – włoski kardynał.

## Życiorys
Urodził się 19 marca 1642 albo 1643 roku w Narni, jako syn Giacinta Sacripantego i Vittorii de Basilis. Studiował w Rzymie, początkowo literaturę, a następnie prawo. Po studiach został audytorem Roty Rzymskiej, a następnie subdatariuszem apostolskim. W 1688 roku został kanonikiem bazyliki laterańskiej, a dwa lata później referendarzem Najwyższego Trybunału Sygnatury Apostolskiej. 12 grudnia 1695 roku został kardynałem prezbiterem i otrzymał kościół tytularny Santa Maria in Traspontina. W latach 1696–1700 był prefektem Kongregacji ds. Soboru Trydenckiego, a w okresie 1704–1727 – prefektem Kongregacji Rozkrzewiania Wiary. W 1726 roku został protoprezbiterem i pełnił ten urząd do śmierci, która nastąpiła 4 września 1727 roku w Rzymie.